# Jar of Hearts
Jar of Hearts ist ein Lied der US-amerikanischen Sängerin Christina Perri.

## Bekanntheit
Bekannt wurde das Lied, nachdem der Song von einer Freundin Perris ungewollt für eine Tanzshow eingereicht wurde und die Sängerin dort das Lied präsentierte. Jar of Hearts ist der Debütsong von Perri, mit dem sie eine wahre Begebenheit verarbeitet.

## Rezensionen
CD-Bewertungen.de behauptet: „Wenn ein Song das Potenzial dazu hat, zu einer der ganz großen Balladen unserer Zeit zu werden, dann ist es das emotional-raue, tief berührende Jar Of Hearts von CHRISTINA PERRI, mit dem die junge Amerikanerin binnen kürzester Zeit zu einem der heiß umworbensten Acts der Musikszene avancierte.“
Plattentests.de meint: „Auch hierzulande hat sich die dramatische, aber völlig unkitschige Ballade mit leichter Verspätung nun den Weg in die Top Ten gebahnt.“

## Kommerzieller Erfolg

### Chartplatzierungen
Eine sehr hohe Platzierung erreichte der Song in den australischen Charts, wo er es für eine Woche auf Platz 2 schaffte. In Deutschland schaffte es der Song auf Platz 5.
| ChartsChartplatzierungen       | Höchstplatzierung | Wochen |
| ------------------------------ | ----------------- | ------ |
| Deutschland (GfK)              | 5 (32 Wo.)        | 32     |
| Österreich (Ö3)                | 3 (22 Wo.)        | 22     |
| Schweiz (IFPI)                 | 5 (24 Wo.)        | 24     |
| Vereinigte Staaten (Billboard) | 17 (31 Wo.)       | 31     |
| Vereinigtes Königreich (OCC)   | 4 (55 Wo.)        | 55     |

| ChartsJahrescharts (2011)      | Platzierung |
| ------------------------------ | ----------- |
| Vereinigte Staaten (Billboard) | 55          |
| Vereinigtes Königreich (OCC)   | 11          |

| ChartsJahrescharts (2012) | Platzierung |
| ------------------------- | ----------- |
| Deutschland (GfK)         | 28          |
| Österreich (Ö3)           | 24          |
| Schweiz (IFPI)            | 26          |

### Auszeichnungen für Musikverkäufe
| Land/Region                  | Auszeichnungen für Musikverkäufe (Land/Region, Auszeichnung, Verkäufe) | Verkäufe  |
| ---------------------------- | ---------------------------------------------------------------------- | --------- |
| Australien (ARIA)            | 3× Platin                                                              | 210.000   |
| Dänemark (IFPI)              | Gold                                                                   | 45.000    |
| Deutschland (BVMI)           | Platin                                                                 | 300.000   |
| Irland (IRMA)                | 2× Platin                                                              | 30.000    |
| Kanada (MC)                  | 2× Platin                                                              | 160.000   |
| Neuseeland (RMNZ)            | 2× Platin                                                              | 60.000    |
| Österreich (IFPI)            | Platin                                                                 | 30.000    |
| Schweiz (IFPI)               | 2× Platin                                                              | 60.000    |
| Vereinigte Staaten (RIAA)    | 6× Platin                                                              | 6.000.000 |
| Vereinigtes Königreich (BPI) | 3× Platin                                                              | 1.800.000 |
| Insgesamt                    | 1× Gold · 20× Platin ·                                                 | 8.695.000 |